# Шветцингенський палац
49°23′01″ пн. ш. 8°33′57″ сх. д. / 49.383526939333° пн. ш. 8.5659259584118° сх. д.
Шветцингенський палац (нім. Schloss Schwetzingen) — замок-палац в Баден-Вюртемберзі, барокова резиденція правителів Курпфальца. Розташовано у Шветцингені округу Карлсруе.

## Історія
Шветцингський замок як могутня фортеця вперше письмово згадується в 1350 році. У 1427 році замок перейшов у володіння курфюрстів Пфальца. Фортеця згодом неодноразово перебудовувалася, служила мисливським замком і в кінці Тридцятирічної війни перетворилася на руїни.
Після закінчення війни курфюрст Карл I Людвіг знову відбудував Шветцинген для своєї коханки Луїзи фон Дегенфельд, а зайві кам'яні, дерев'яні та залізні залишки передав жителям Шветцингена для їх особистих будівельних потреб. Однак в ході Війни за Пфальцьку спадщину і цей замок був зруйнований, від нього вціліли лише фортечні стіни, і ті частково.
Нинішній вигляд Шветцингенський палац отримав після початку нового етапу будівельних робіт в 1697 році. Їхнім замовником виступив курфюрст Йоганн Вільгельм, який проживав в Дюссельдорфі. Проєкт реконструкції підготував І. А. Бройніг. У 1752 році почалася розбивка палацового парку на площі в 70 гектарів. У тому ж році відкрився палацовий театр.
Курфюрст Карл IV Теодор переобладнав палац під свою літню резиденцію і з усім двором перебрався туди з Мангаймського палацу. У 1778 році резиденція пфальцьких курфюрстів була перенесена з Мангайма в Мюнхен, і Шветцингенський палац втратив своє значення. Проте роботи над розширенням парку і прикрасою будівель тривали й в XIX столітті. Над розбивкою парку працювали такі майстри, як садовий архітектор з Лотарингії Нікола де Пігаж, придворний садівник І. Л. Петрі, який розпланував регулярний парк, другий придворний садівник І. В. Шкель і ін.

## Палац
Шветцингенський палац знаходиться на шляху з Гайдельберга в Шветцинген. По обидва боки від палацових воріт розташовані дві сторожки, в яких нині знаходяться магазин сувенірів і кафе. У просторому дворі розташувалися господарські будівлі. Житлові приміщення палацу знаходяться в його західній частині та в центрі будівлі. У 1975—1991 роках у Шветцингенському палаці проводилися реставраційні роботи, які повернули інтер'єрам палацу вигляд XVIII століття. Бельетаж став палацовим музеєм, де можна оглядати гостьові приміщення, особисті покої курфюрста і його дружини часів Карла Теодора. Особливий інтерес становлять приміщення третього поверху, що належать до баденської епохи (з 1803 року) і належали морганатичній дружині Карла Фрідріха Баденського райхсграфині Луїзі Кароліні фон Гохберг, прикрашені шпалерами ручної роботи 1804-го року фірми «Цубер».
Придворний театр був зведений в класичному стилі і відкрився 15 липня 1753 року оперою Ігнаца Хольцбауера «Син лісів» («Il figlio delle selve»). Після переїзду курфюрста Карла Теодора в Мюнхен концерти і спектаклі тут влаштовували рідко, будівля поступово руйнувалася. В результаті реставраційних робіт 1936—1937 і 2002—2003 років театр був повністю відновлений.

## Парк
Шветцингенський палацовий парк розділений на французький парк в стилі бароко і англійський парк. З культурно-історичної точки зору парк складається з «Парку Алегорій» («Garten der Allegorien») зі статуями різних алегоричних персонажів, і «Парку Розважливості» («Garten der Vernunft»), де знаходяться Храм Мінерви, Мечеть, Храм Меркурія, Храм Аполлона, Храм Лісової Ботаніки, римський Водяний замок, Арборетум (із зібранням рідкісних порід дерева). Ці паркові споруди за уявленнями епохи Просвітництва допомагали людині позитивно і творчо мислити. За часів курфюрстів вся паркова зона, за винятком купалень, була відкрита для відвідувачів безплатно. Поруч з парком за вказівкою великого герцога Баденського Людвіга І в 1823 році був влаштований ставок.

## Відомі відвідувачі
Шветцингенський палац двічі, у 1753 і 1758 роках, відвідував Вольтер, у 1753 році він провів тут два тижні. 18 липня 1753 року тут разом з батьком і сестрою виступав на придворному концерті Вольфганг Амадей Моцарт. У 1774 році в палаці у курфюрста гостював композитор Кристоф Віллібальд Глюк. Перебування в Шветцингенському палаці надихнуло Фрідріха Шиллера на створення першого акту драми «Дон Карлос». У 1781 році під ім'ям графа фон Фалькенштейна в Шветцингенському палаці побував імператор Священної Римської імперії Йосип II.

## Сучасність
Нині Шветцингенський палац знаходиться у власності землі Баден-Вюртемберг. За відвідування парку встановлена плата, палацом й театром проводяться екскурсії. Щорічно в травні-червні на території Шветцингенського палацу проводяться культурні Шветцингенські фестивалі.
У 2007 році палац Шветцингена і його паркове господарство були включені німецьким урядом в число претендентів до списку Всесвітньої спадщини ЮНЕСКО. У 2010 році ця заявка була знову підтверджена.

Шветцингенський палац - Schloss Schwetzingen
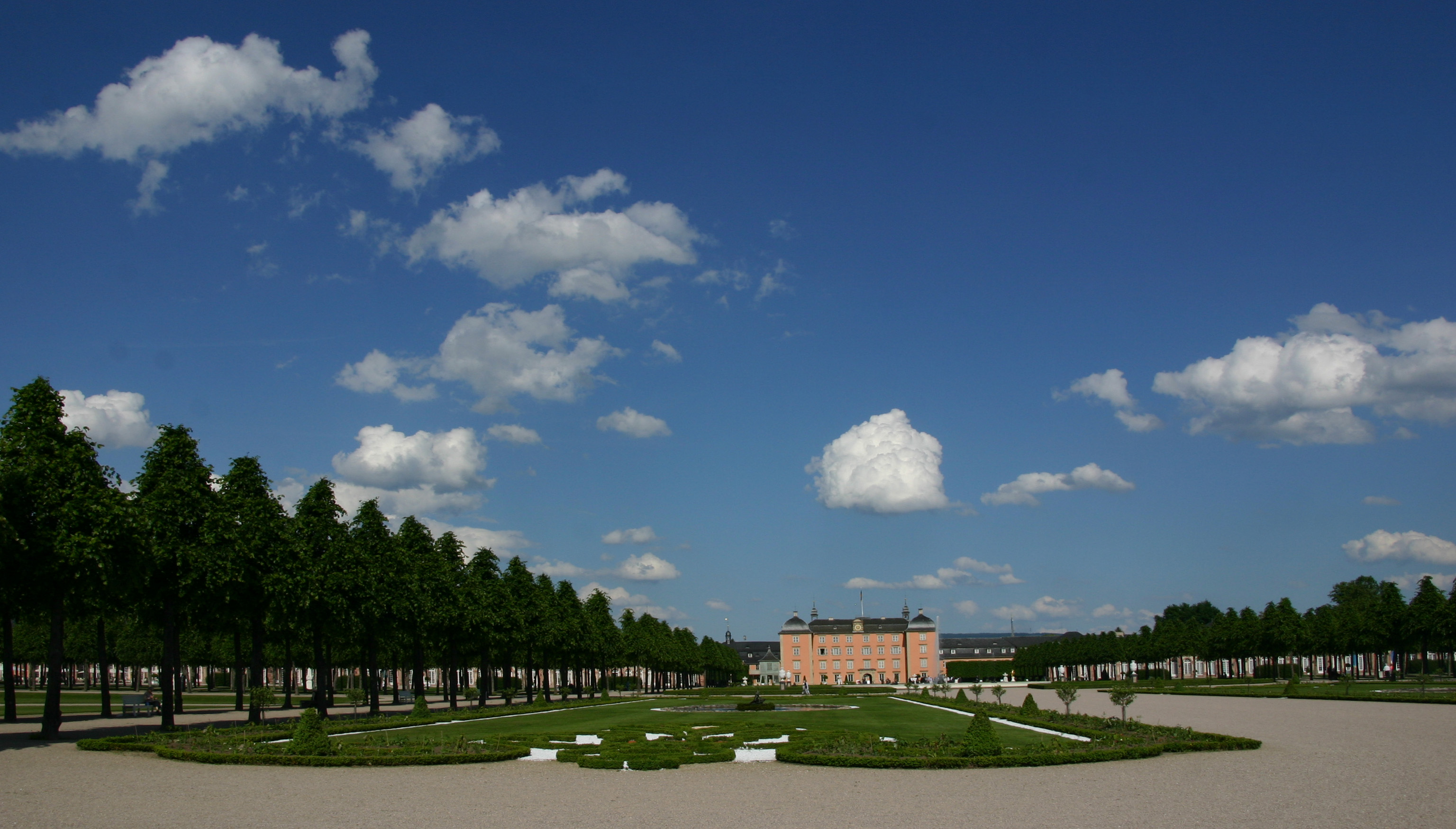
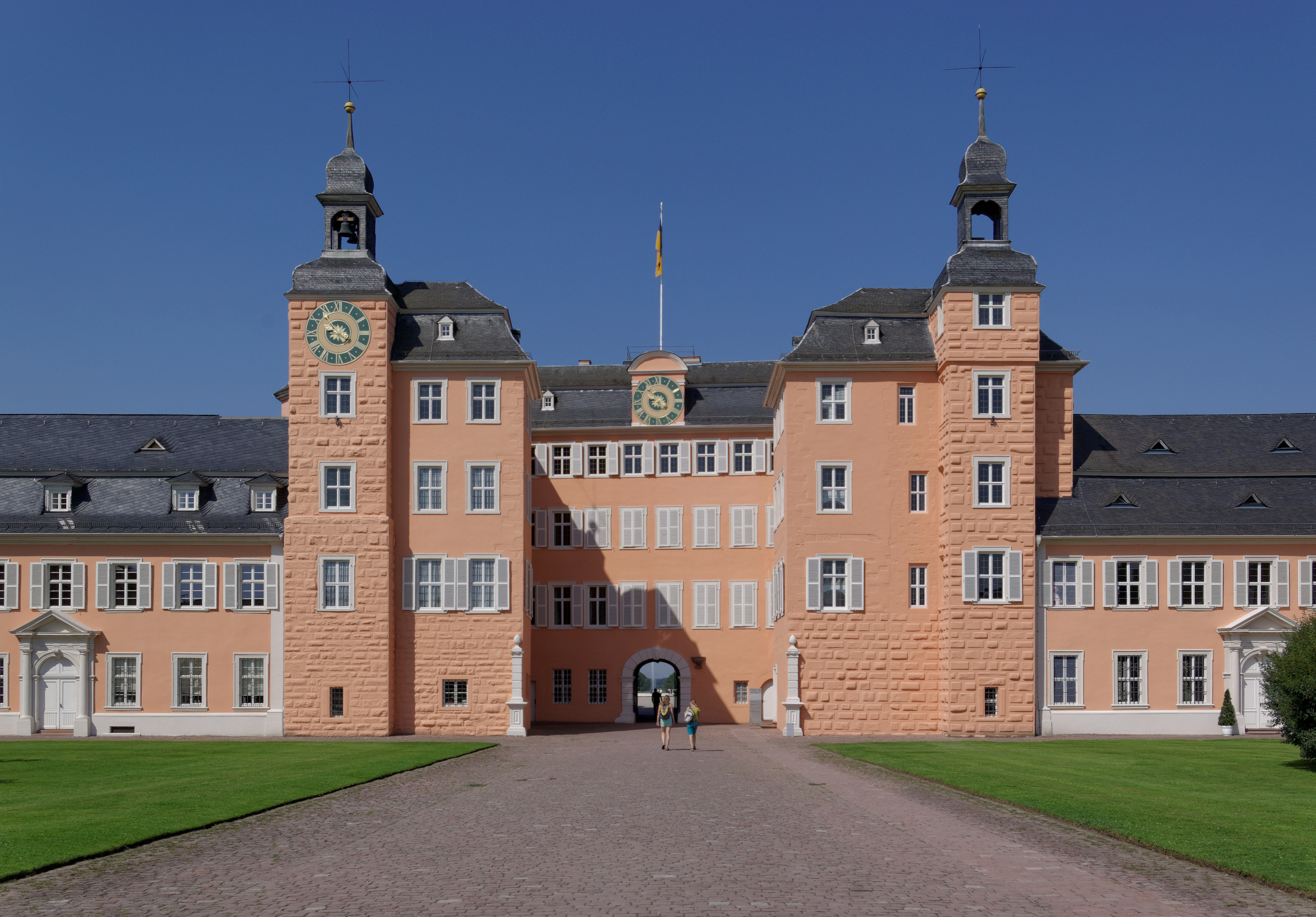
Головний вхід Шветцингенського палацу
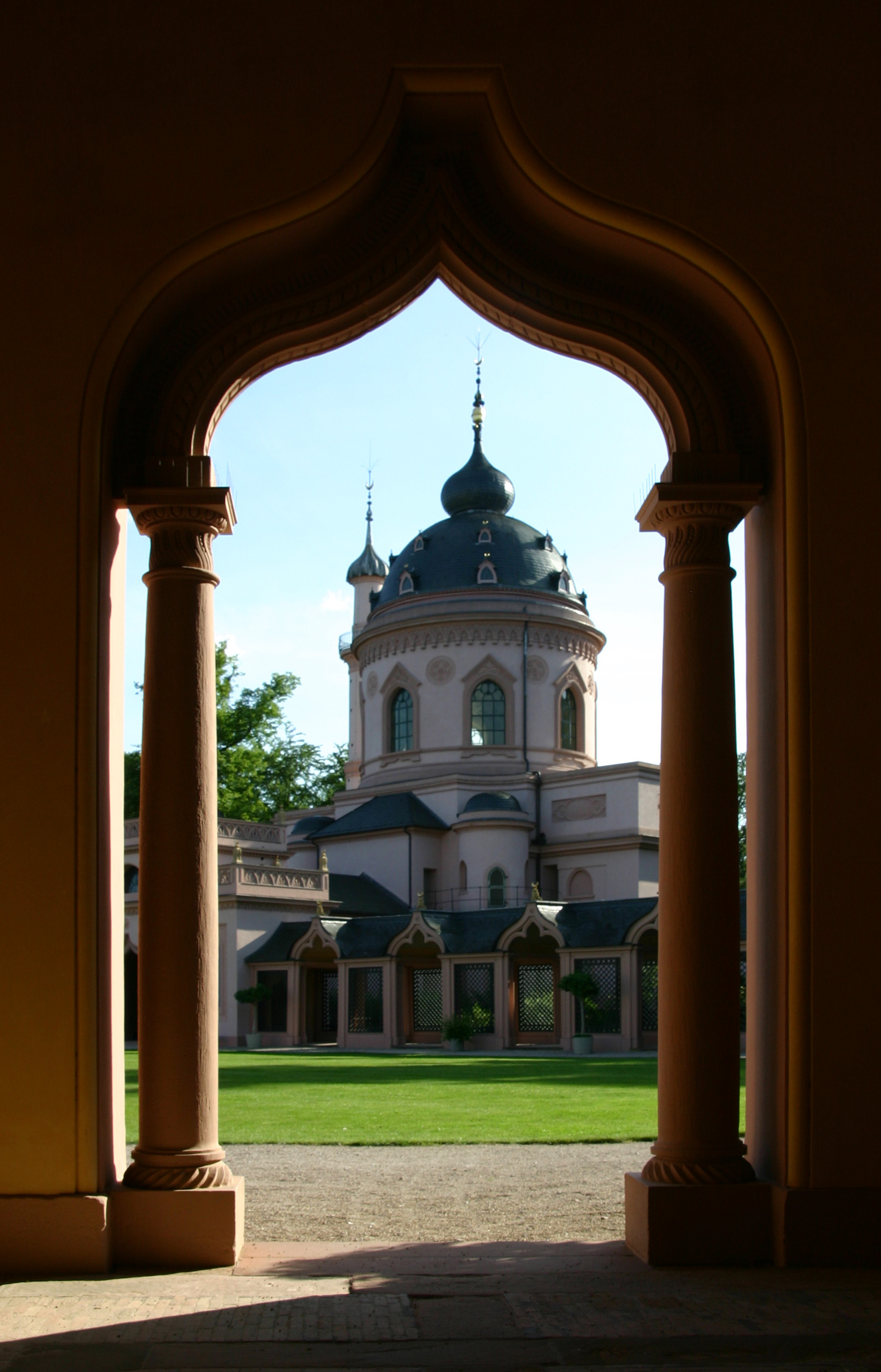
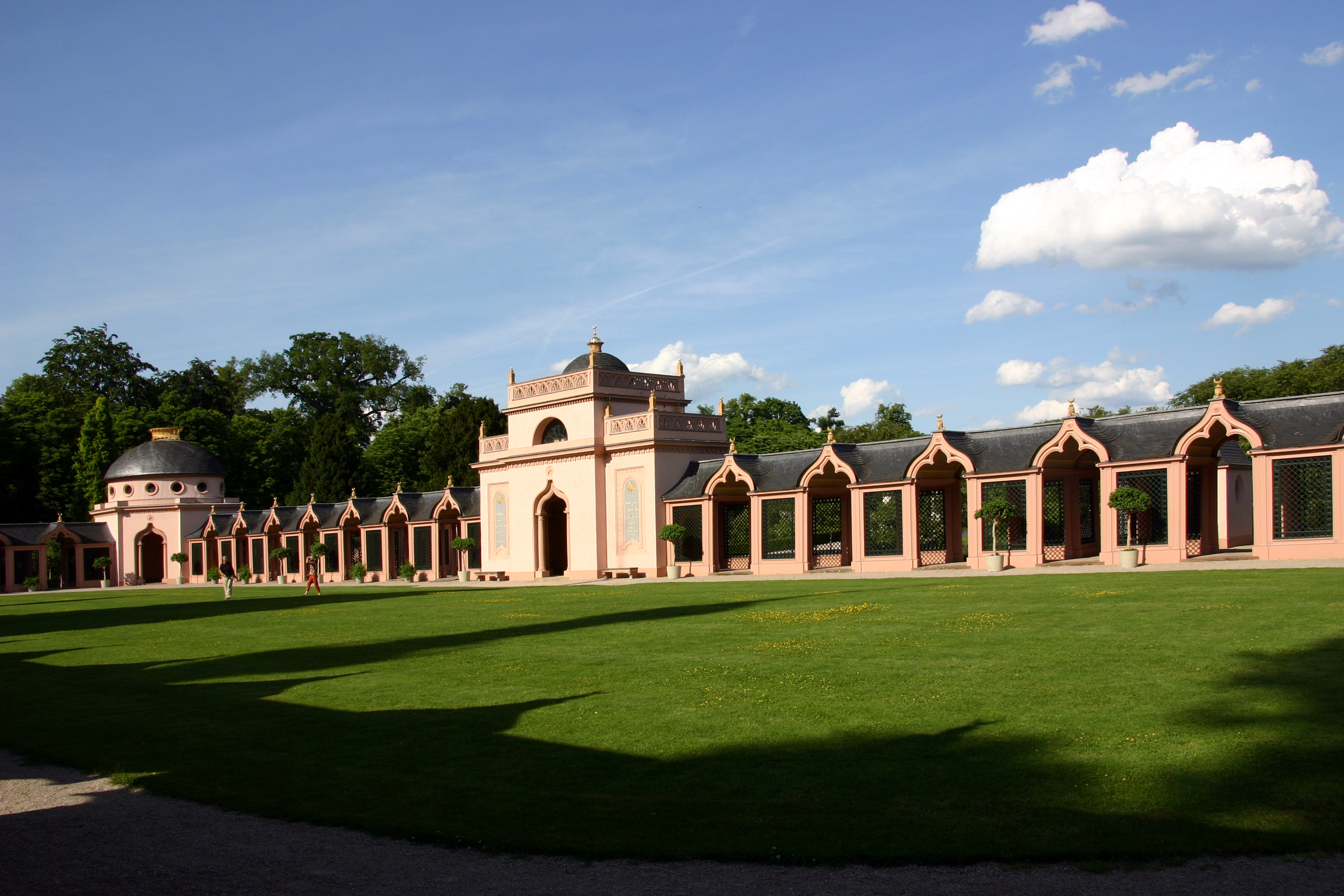
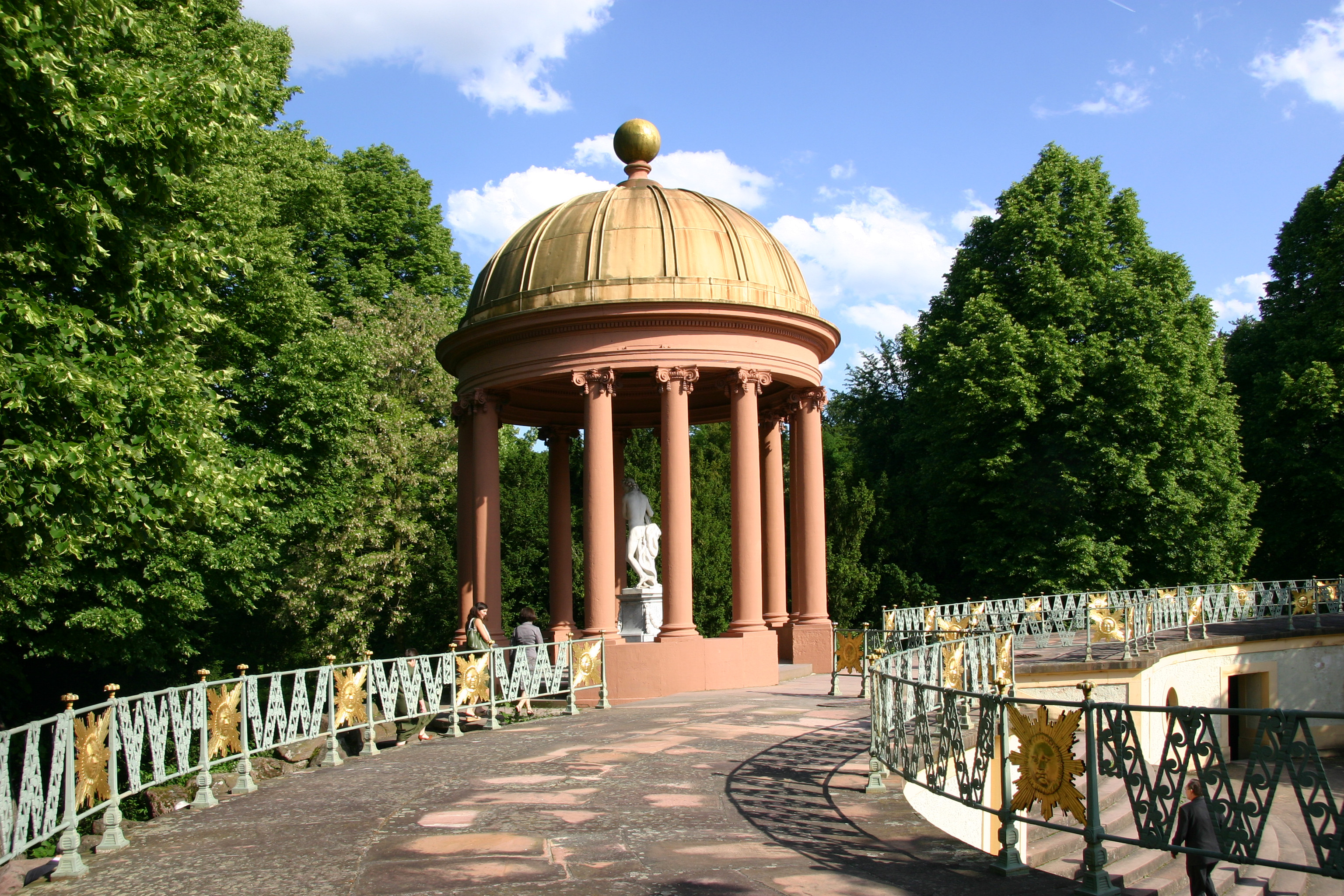
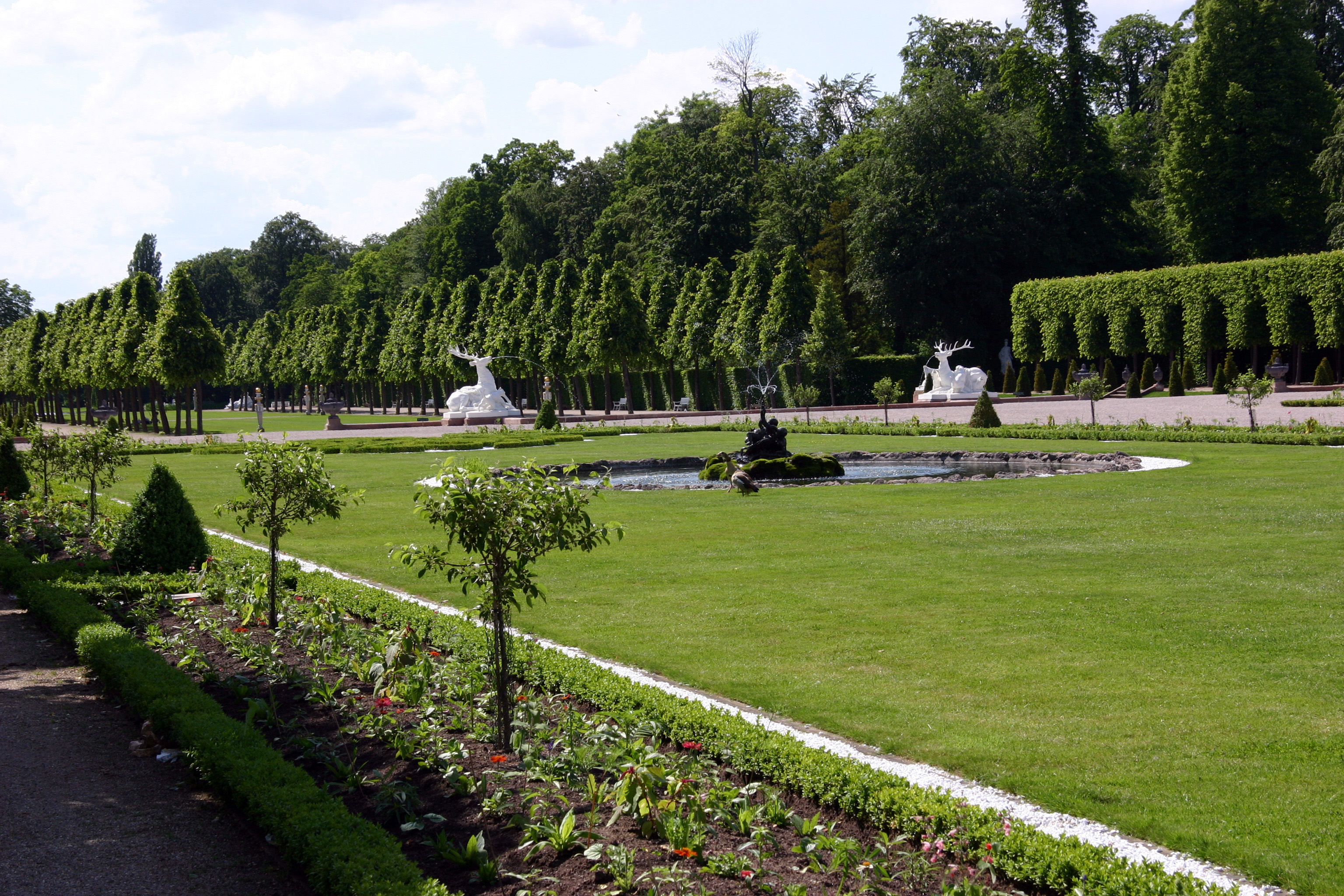
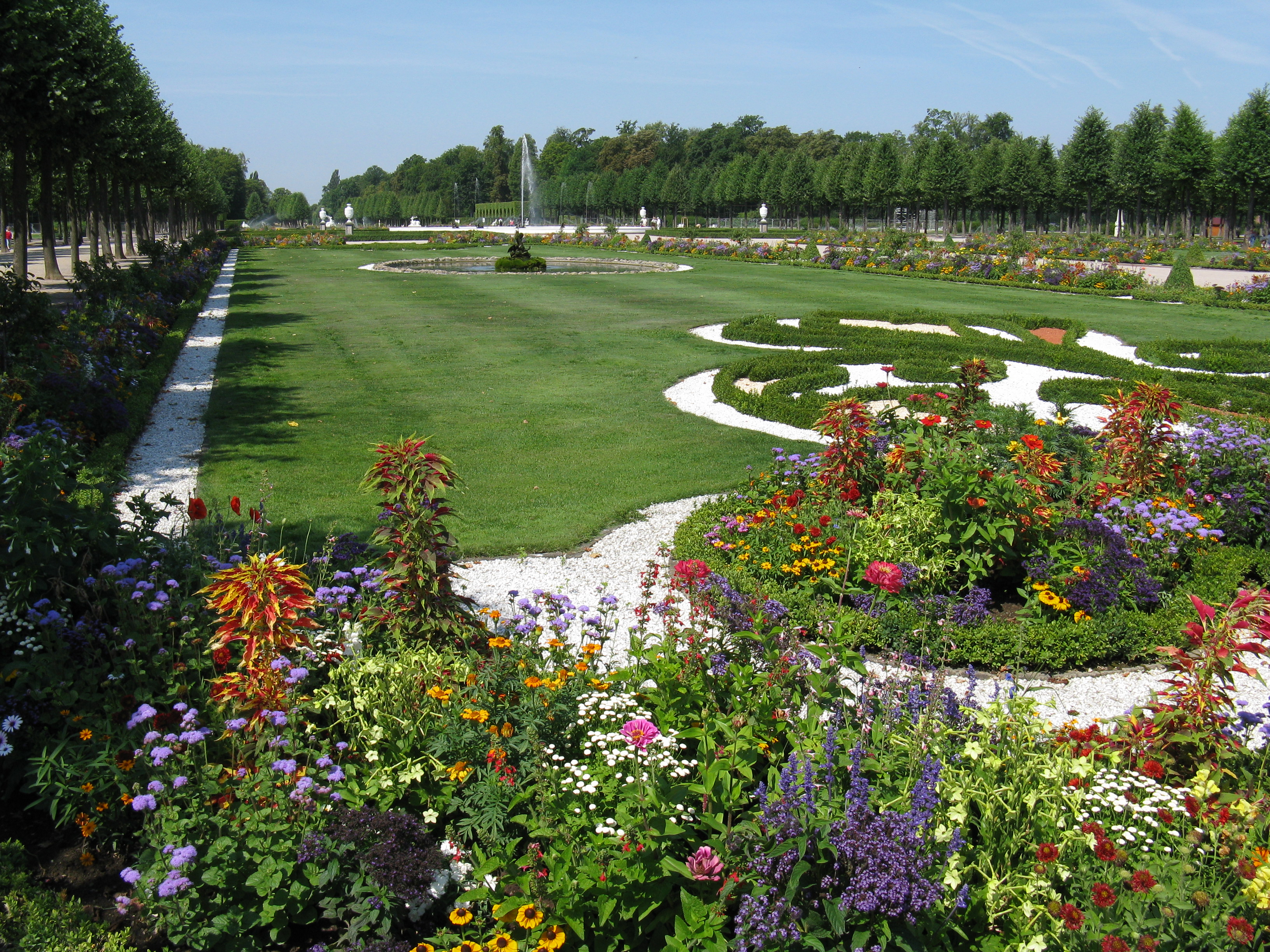
Партер
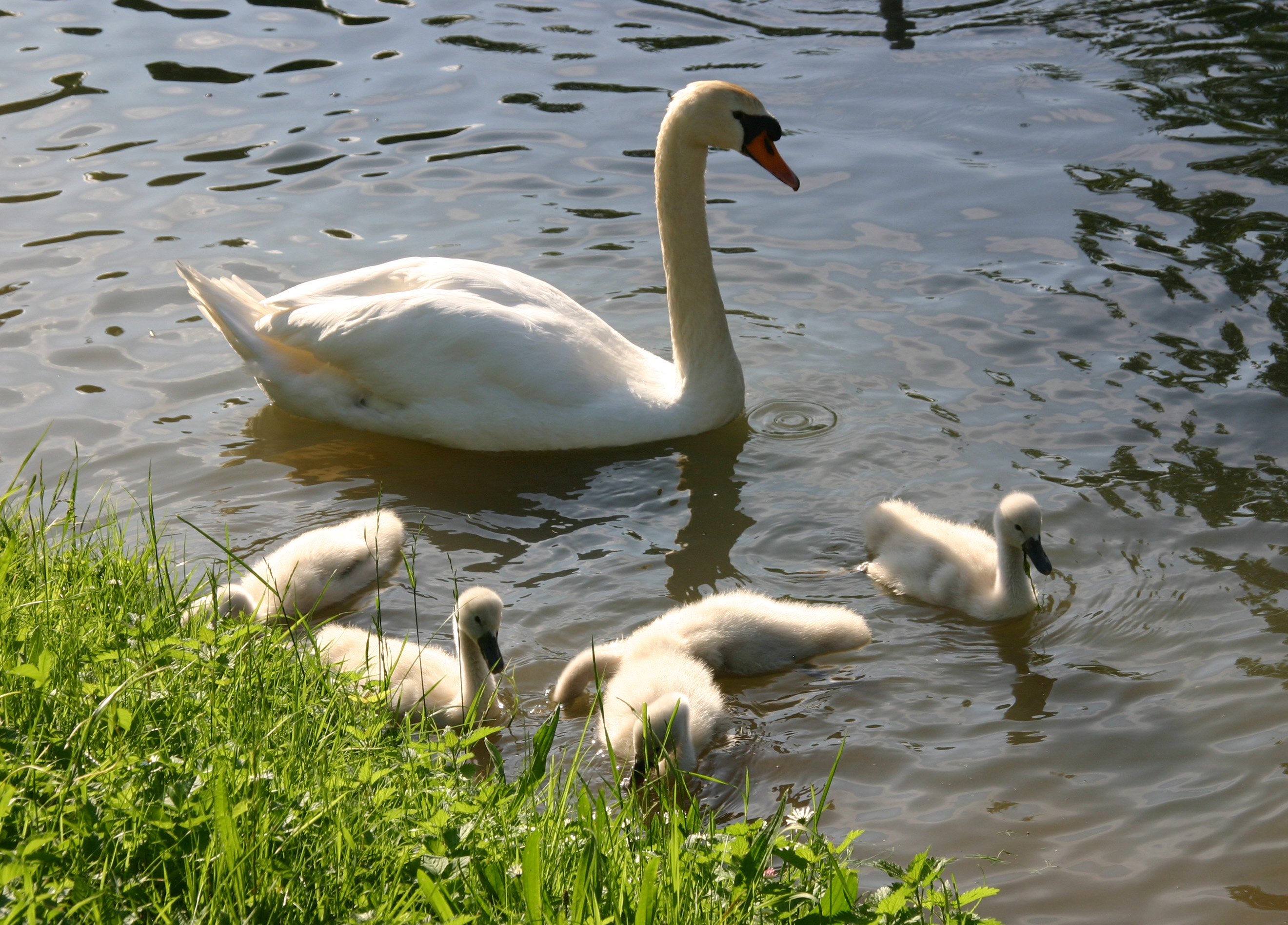